# Port lotniczy Władywostok
Port lotniczy Władywostok (IATA: VVO, ICAO: UHWW) – międzynarodowy port lotniczy położony w 44 km na północny wschód od centrum Władywostoku, w Kraju Nadmorskim, w Rosji.

## Kierunki lotów i linie lotnicze
| Linia lotnicza     | Kierunek |
| ------------------ | --- |
| Aerofłot           | 1. Bangkok-Suvarnabhumi 2. Pekin-Daxing 3. Harbin 4. Chabarowsk 5. Krasnojarsk 6. Moskwa-Szeremietiewo 7. Pietropawłowsk Kamczacki 8. Sankt Petersburg 9. Ułan-Ude 10. Jużnosachalińsk Sezonowo: 1. Phuket                                                                                      |
| Air Koryo          | 1. Pjongjang |
| Angara Airlines    | 1. Komsomolsk nad Amurem 2. Sowiecka Gawań |
| Aurora             | 1. Pekin-Daxing 2. Błagowieszczeńsk 3. Czyta 4. Dalniegorsk 5. Harbin 6. Kawalerowo 7. Chabarowsk 8. Komsomolsk nad Amurem 9. Krasnojarsk 10. Kurilsk 11. Nieriungri 12. Pietropawłowsk Kamczacki 13. Plastun 14. Prieobrażenije 15. Sowiecka Gawań 16. Terney 17. Ułan-Ude 18. Jużnosachalińsk |
| Azur Air           | Sezonowe czartery: 1. Phuket |
| Chengdu Airlines   | 1. Harbin |
| Hainan Airlines    | 1. Dalian |
| Ikar               | 1. Soczi |
| IrAero             | 1. Błagowieszczeńsk 2. Czyta 3. Irkuck |
| Juneyao Airlines   | 1. Szanghaj-Pudong (od 2 lutego 2024) |
| Rossija Airlines   | 1. Moskwa-Szeremietiewo |
| S7 Airlines        | 1. Anadyr 2. Pekin-Daxing (od 2 kwietnia 2024) 3. Irkuck 4. Chabarowsk 5. Nowosybirsk 6. Pietropawłowsk Kamczacki 7. Jakuck 8. Jużnosachalińsk |
| Ural Airlines      | 1. Irkuck 2. Nowosybirsk 3. Pietropawłowsk Kamczacki 4. Sankt Petersburg 5. Jekaterynburg Sezonowo: 1. Wientian |
| Uzbekistan Airways | 1. Taszkent |
| Yakutia Airlines   | 1. Błagowieszczeńsk 2. Czyta 3. Jakuck |